# Peptid

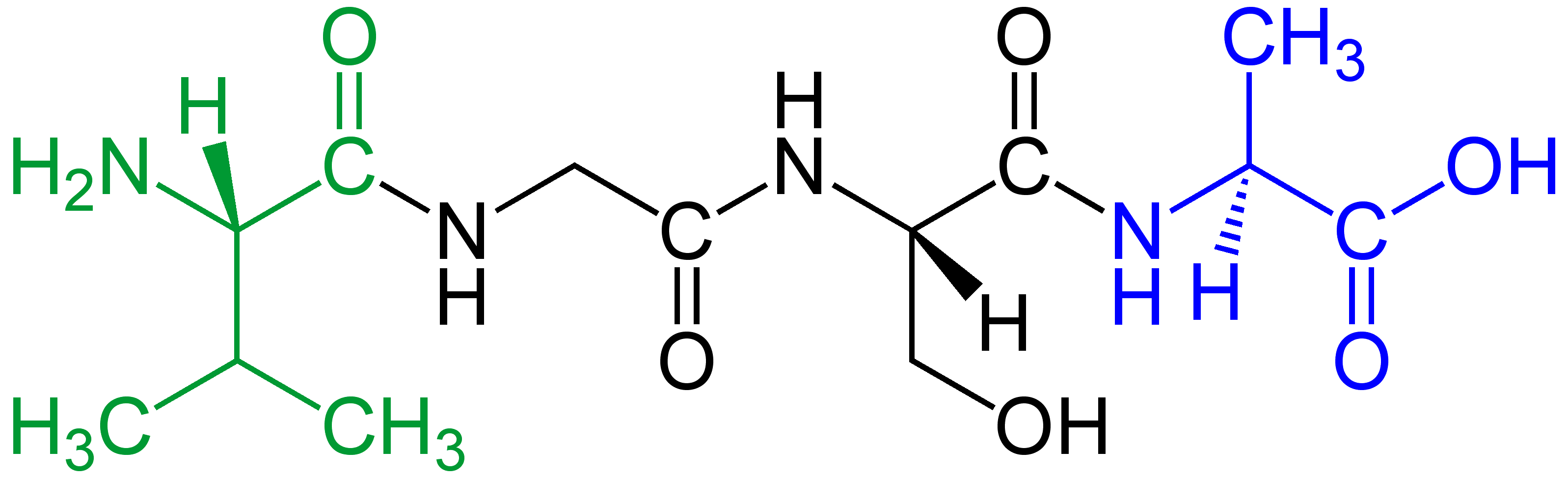
Tetrapeptid

En peptid (från grekiska πεπτος, "smältbar" eller "ätbar"), är en molekyl som består av en kedja av aminosyror (även kallade monopeptider) som sitter ihop med peptidbindningar till en kort kedja. En peptidbindning är ett specialfall av amidbindningen; en kolatom (med dubbelbindning till en syreatom) binder till en kväveatom (som tillhör en annan peptid och som i sin tur binder till ett väte). De två kol- och kväveatomerna sitter i sin tur fast på var sitt alfakol.
Peptider skiljer sig från proteiner enbart genom att de är mindre; gränsen mellan peptid och protein brukar dras vid 50 aminosyror så att insulin med sina 51 aminosyror räknas som det minsta proteinet. En molekyl med endast två aminosyror kallas dipeptid, en med tre aminosyror kallas tripeptid. Lite större peptider kallas ibland oligopeptider, och ännu större polypeptider. Exakt var gränsen mellan oligopeptid och polypeptid går är svårt att säga, men ofta räknas peptider på mellan cirka 30 och 50 aminosyror som polypeptider.
Peptider finns i kroppen bland annat i ribosomerna, men det finns också ett antal peptidhormoner såsom oxytocin och vasopressin. Peptider med funktion i nervsystemet kallas neuropeptider. Det som skiljer peptider från "klassiska" transmittorsubstanser (noradrenalin, dopamin och serotonin) är att peptider endast kan syntetiseras av ribosomerna som finns i nervcellens soma.
Peptider kan också bildas när ett ribosomtillverkat protein bryts ner, eller framställas på syntetisk väg.
Hos bakterier och svampar finns icke-ribosomala proteiner. Djur har mycket svårt att bryta ned cykliska peptider och svampar använder dem för att förhindra att bli uppätna, exempelvis amatoxiner hos vit flugsvamp och ciklosporin i flera tolypocladium-arter.